# Modulauto
 (mai 2020).
Modulauto est une société montpelliéraine créée en 2006 et proposant un service d'autopartage dans la ville, la communauté d'agglomération Montpellier Méditerranée Métropole et dans le département de l'Hérault.

## Historique
Fondée le 30 juillet 2006 par Olivier de Broissia,, la SAS Modulauto permet aux salariés des entreprises signataires du plan de déplacement d'entreprise (PDE) de bénéficier de l’accès au logiciel dédié de covoiturage conçu par Montpellier-Agglomération et installé sur l’intranet des entreprises signataires. Le logiciel permet de consulter et de déposer les offres pour mutualiser les trajets et fournit la possibilité d'option entre deux usagers sur la participation aux frais d’essence suivant les voitures utilisées. En 2007, le parc est constitué de 12 véhicules.
La société s'est étendue depuis aux villes de Nîmes, Narbonne en 2010, Perpignan, Béziers, Bouzigues, Sète ainsi qu'aux villes limitrophes de Montpellier (Castelnau-le-Lez, Lattes, Juvignac) même s'il est toujours présent à Montpellier dans sa plus grande partie, avec une centaine de véhicules en 2021.
En juin 2021, Modulauto expérimente une solution digitale « Vop » dont « l'application permet de réserver le véhicule, de l'ouvrir, d’en faire l'état des lieux, puis de le restituer une fois arrivé à destination », dans le cadre des pratiques des usagers en milieu périurbain.

## Prestation
L'utilisateur réserve la voiture sur internet ou par téléphone. Muni de sa carte RFID, il ouvre la voiture qu'il a réservée dans l'un des parkings de la ville. Le service est proposé aux particuliers et aux entreprises. 
Les adhérents de Modulauto peuvent réserver dans les autres villes françaises proposant un service d'autopartage, grâce à un accord d'interopérabilité avec la plupart des acteurs français de l'autopartage. 
L'autopartage permet la location simplifiée, à l'heure, de différents types de véhicules, et ne doit pas être confondue avec le covoiturage.